# Pasquale Calapso
Pasquale Calapso (Carini, 12 de abril de 1872 – Messina, 3 de maio de 1934) foi um matemático italiano.
Calapso obteve em 1900 a laurea na Universidade de Palermo, orientado por Francesco Gerbaldi, onde foi seu assistente durante mais de uma década. Foi a partir de 1914 professor de análise na Universidade de Messina.
Recebeu o Prêmio de Matemática da Accademia dei XL de 1915.
Seu filho Renato Calapso (1901–1976) foi também professor de de matemática em Messina.